# Sonificatie
Sonificatie is het omzetten van niet-auditieve data in geluid.
Het belangrijkste doel hiervan is om sneller en beter patronen en tendensen te ontdekken in de te analyseren data. Hierbij wordt dankbaar gebruik gemaakt van de verwerkingscapaciteit van het menselijk gehoor, dat in hoge mate in staat is om patronen te herkennen, zelfs als het aangeboden geluid zeer complex is.
Een voorbeeld waarbij de techniek op een eenvoudige manier toegepast wordt is de geigerteller.
De techniek is nog in ontwikkeling. De International Community for Auditory Display (ICAD) houdt zich bezig met onderzoek op dit gebied.